# Baceno
Baceno is een gemeente in de Italiaanse provincie Verbano-Cusio-Ossola (regio Piëmont) en telt 963 inwoners (31-12-2004). De oppervlakte bedraagt 68,6 km², de bevolkingsdichtheid is 14 inwoners per km².
De volgende frazioni maken deel uit van de gemeente: Alpe Devero, Croveo, Goglio, Rifugio Castiglioni E. all'Alpe Devero, Rifugio Sesto Calende all'Alpe Devero.

## Demografie
Baceno telt ongeveer 432 huishoudens. Het aantal inwoners daalde in de periode 1991-2001 met 1,6% volgens cijfers uit de tienjaarlijkse volkstellingen van ISTAT.
| Jaar | Inwoneraantal |
| ---- | ------------- |
| 1991 | 977           |
| 2001 | 961           |

## Geografie
Baceno grenst aan de volgende gemeenten: Crodo, Formazza, Premia, Varzo.